# Natação no Campeonato Europeu de Esportes Aquáticos de 2012 - 100 m costas masculino
A prova dos 100 metros costas masculino da natação no Campeonato Europeu de Esportes Aquáticos de 2012 ocorreu entre os dias 21 e 22 de maio em Debrecen na Hungria. 

## Calendário
| Fase          | Data       | Hora  |
| ------------- | ---------- | ----- |
| Eliminatórias | 21 de maio | 10:11 |
| Semifinal     | 21 de maio | 17:16 |
| Final         | 22 de maio | 17:14 |

Todos os horários estão no horário local (UTC+1)

## Recordes
Antes desta competição, os recordes eram os seguintes:
| Recorde mundial       | Aaron Peirsol   | 51.94 | Indianápolis | 8 de julho de 2009   |
| Recorde europeu       | Camille Lacourt | 52.11 | Budapeste    | 10 de agosto de 2010 |
| Recorde do campeonato | Camille Lacourt | 52.11 | Budapeste    | 10 de agosto de 2010 |

## Medalhistas
| Ouro                         | Prata             | Bronze                    |
| Aristeidis Grigoriadis (GRE) | Helge Meeuw (GER) | Yakov-Yan Toumarkin (ISR) |

## Resultados

### Eliminatórias
Esses foram os resultados das eliminatórias. 
| Pos. | Bateria | Raia | Nadador                  | Nacionalidade | Tempo | Notas            |
| ---- | ------- | ---- | ------------------------ | ------------- | ----- | ---------------- |
| 1    | 4       | 6    | Yakov-Yan Toumarkin      | Israel        | 54.22 | Q, =             |
| 2    | 6       | 3    | Guy Barnea               | Israel        | 54.44 | Q                |
| 3    | 4       | 4    | Aristeidis Grigoriadis   | Grécia        | 54.45 | Q                |
| 4    | 5       | 3    | Jonatan Kopelev          | Israel        | 54.61 |                  |
| 5    | 4       | 5    | Mirco di Tora            | Itália        | 54.77 | Q                |
| 6    | 5       | 4    | Helge Meeuw              | Alemanha      | 54.78 | Q                |
| 7    | 5       | 5    | Vitaly Borisov           | Rússia        | 54.78 | Q                |
| 8    | 6       | 6    | Péter Bernek             | Hungria       | 54.82 | Q                |
| 9    | 3       | 4    | Lavrans Solli            | Noruega       | 54.83 | Q,               |
| 10   | 4       | 3    | Pavel Sankovich          | Bielorrússia  | 54.96 | Q,               |
| 10   | 5       | 6    | Matteo Milli             | Itália        | 54.96 | Q                |
| 12   | 5       | 7    | Nimrod Shapira Bar-Or    | Israel        | 55.01 |                  |
| 13   | 6       | 7    | Felix Wolf               | Alemanha      | 55.13 | Q                |
| 14   | 6       | 4    | Jérémy Stravius          | França        | 55.21 | Q                |
| 15   | 5       | 2    | Sebastiano Ranfagni      | Itália        | 55.39 |                  |
| 16   | 5       | 1    | Olexandr Isakov          | Ucrânia       | 55.48 | Q                |
| 17   | 4       | 2    | Christian Diener         | Alemanha      | 55.59 |                  |
| 18   | 6       | 2    | Richárd Bohus            | Hungria       | 55.67 | Q                |
| 19   | 1       | 4    | Pedro Oliveira           | Portugal      | 55.83 | Q ,              |
| 20   | 6       | 8    | Gábor Balog              | Hungria       | 55.83 |                  |
| 21   | 4       | 1    | Mikhail Zvyagin          | Rússia        | 55.87 | SO               |
| 21   | 6       | 1    | Andres Olvik             | Estónia       | 55.87 | SO               |
| 23   | 4       | 7    | Jonathan Massacand       | Suíça         | 55.90 |                  |
| 24   | 3       | 2    | Martin Baďura            | Chéquia       | 56.26 |                  |
| 25   | 2       | 4    | Konstantīns Blohins      | Letônia       | 56.28 | Recorde nacional |
| 26   | 3       | 3    | Martin Zhelev            | Bulgária      | 56.36 |                  |
| 26   | 3       | 5    | Matas Andriekus          | Lituânia      | 56.36 |                  |
| 28   | 5       | 8    | Karl Burdis              | Irlanda       | 56.43 |                  |
| 29   | 6       | 5    | Juan Miguel Rando Galvez | Espanha       | 56.54 |                  |
| 30   | 1       | 3    | Jan Sefl                 | Chéquia       | 56.58 |                  |
| 31   | 4       | 8    | Flori Lang               | Suíça         | 56.66 |                  |
| 32   | 2       | 2    | Jakub Jasiński           | Polónia       | 56.77 |                  |
| 33   | 2       | 7    | Pavels Vilcans           | Letônia       | 56.92 |                  |
| 34   | 3       | 1    | Jean-François Schneiders | Luxemburgo    | 56.93 |                  |
| 35   | 2       | 8    | Danas Rapšys             | Lituânia      | 57.00 |                  |
| 36   | 3       | 6    | Lukas Räuftlin           | Suíça         | 57.31 |                  |
| 36   | 3       | 7    | Andriy Nikishenko        | Ucrânia       | 57.31 |                  |
| 38   | 2       | 5    | Mateusz Wysoczynski      | Polónia       | 57.56 |                  |
| 39   | 1       | 5    | Roko Šimunić             | Croácia       | 57.61 |                  |
| 40   | 2       | 3    | Sebastian Stoss          | Áustria       | 57.73 |                  |
| 41   | 2       | 6    | Dominik Dür              | Áustria       | 58.09 |                  |
| 42   | 2       | 1    | Justinas Bilis           | Lituânia      | 58.13 |                  |
| 43   | 3       | 8    | Petar Petrović           | Sérvia        | 58.95 |                  |

Desempate
Foi necessário uma prova extra para determinar o último classificado a semifinal.
| Pos. | Raia | Nadador         | Nacionalidade | Tempo | Notas |
| ---- | ---- | --------------- | ------------- | ----- | ----- |
| 1    | 4    | Mikhail Zvyagin | Rússia        | 55.97 | Q     |
| 2    | 5    | Andres Olvik    | Estónia       | 56.15 |       |

### Semifinal
Esses foram os resultados das semifinais. 
Semifinal 1
| Pos. | Raia | Nadador         | Nacionalidade | Tempo | Notas |
| ---- | ---- | --------------- | ------------- | ----- | ----- |
| 1    | 1    | Richárd Bohus   | Hungria       | 54.35 | Q     |
| 2    | 3    | Vitaly Borisov  | Rússia        | 54.74 | Q     |
| 3    | 7    | Jérémy Stravius | França        | 54.79 | Q     |
| 4    | 5    | Mirco di Tora   | Itália        | 54.88 | Q     |
| 5    | 6    | Lavrans Solli   | Noruega       | 54.90 |       |
| 6    | 4    | Guy Barnea      | Israel        | 54.95 |       |
| 7    | 2    | Matteo Milli    | Itália        | 55.25 |       |
| 8    | 8    | Mikhail Zvyagin | Rússia        | 56.02 |       |

Semifinal 2
| Pos. | Raia | Nadador                | Nacionalidade | Tempo | Notas |
| ---- | ---- | ---------------------- | ------------- | ----- | ----- |
| 1    | 3    | Helge Meeuw            | Alemanha      | 53.80 | Q     |
| 2    | 5    | Aristeidis Grigoriadis | Grécia        | 53.90 | Q     |
| 3    | 4    | Yakov-Yan Toumarkin    | Israel        | 54.26 | Q     |
| 4    | 6    | Péter Bernek           | Hungria       | 54.47 | Q     |
| 5    | 2    | Pavel Sankovich        | Bielorrússia  | 55.06 |       |
| 6    | 1    | Olexandr Isakov        | Ucrânia       | 55.33 |       |
| 7    | 7    | Felix Wolf             | Alemanha      | 55.40 |       |
| 8    | 8    | Pedro Oliveira         | Portugal      | 55.90 |       |

### Final
Esse foi o resultado da final. 
| Pos.              | Raia | Nadador                | Nacionalidade | Tempo | Notas            |
| ----------------- | ---- | ---------------------- | ------------- | ----- | ---------------- |
| Medalha de ouro   | 5    | Aristeidis Grigoriadis | Grécia        | 53.86 |                  |
| Medalha de prata  | 4    | Helge Meeuw            | Alemanha      | 54.06 |                  |
| Medalha de bronze | 3    | Yakov-Yan Toumarkin    | Israel        | 54.14 | Recorde nacional |
| 4                 | 2    | Péter Bernek           | Hungria       | 54.77 |                  |
| 5                 | 7    | Vitaly Borisov         | Rússia        | 54.78 |                  |
| 5                 | 8    | Mirco di Tora          | Itália        | 54.78 |                  |
| 7                 | 1    | Jérémy Stravius        | França        | 54.96 |                  |
| 8                 | 6    | Richárd Bohus          | Hungria       | 55.00 |                  |

Legenda
| Recorde mundial       | Recorde mundial (World record)               |                       | Recorde africano                      | Recorde africano (African) |                                           | Q | Classificado por posição (Qualified) |
| Recorde do campeonato | Recorde do campeonato (Championship record)  | Recorde da América    | Recorde da América (Americas)         | q                          | Classificado por melhor tempo (Qualified) |   |                                      |
| Melhor marca do ano   | Melhor marca do ano (World leading)          | Recorde asiático      | Recorde asiático (Asian)              | DNS                        | Não largou (Did not start)                |   |                                      |
| Recorde nacional      | Recorde nacional (National record)           | Recorde europeu       | Recorde europeu (European)            | DNF                        | Não terminou (Did not finish)             |   |                                      |
| Recorde pessoal       | Recorde pessoal do atleta (Personal best)    | Recorde da Oceania    | Recorde da Oceania (Oceania)          | DSQ / DQ                   | Desclassificado (Disqualified)            |   |                                      |
| Recorde da temporada  | Recorde da temporada do atleta (Season best) | Recorde sul-americano | Recorde sul-americano (South America) | NM                         | Sem marca (No mark)                       |   |                                      |